# Am Sonnenschein
Am Sonnenschein ist eine Ortslage im Norden der bergischen Großstadt Wuppertal.

## Lage und Beschreibung
Die Ortslage befindet sich in der Mitte des Wohnquartiers Uellendahl-Ost im Stadtbezirk Uellendahl-Katernberg auf einer Höhe von 243 m ü. NHN im Bereich der heutigen gleichnamigen Straße Am Sonnenschein, wobei der ursprüngliche Siedlungsplatz am südöstlichen Rand der heutigen Siedlung Am Sonnenschein lag.
Benachbarte Ortslagen, Hofschaften und Wohnplätze sind Uellendahl, Uellendahler Brunnen, Am Deckershäuschen, Am Hundsbusch, Am Neuen Haus, Am Hartkopfshäuschen, Leyenfeld, In den Siepen, Hagebeck, Soltenkopf, Am Neuen Sültekop, Am Hammerkloth und Röttgen.
Am Sonnenschein ist als eigenständiger Wohnplatz heute nicht mehr wahrnehmbar, die ursprüngliche Siedlungsstelle ist in der weitgehend geschlossenen Bebauung des Wohnquartiers Uellendahl-Ost aufgegangen und wurde von der Einfamilienhaussiedlung an der gleichnamigen, sich in verschiedene Äste aufteilenden Straße Am Sonnenschein überbaut.

## Geschichte
Der Ort ist auf der Preußischen Uraufnahme von 1843 unbeschriftet eingezeichnet, auf dem Wuppertaler Stadtplan von 1930 mit Am Sonnenschein. Adressbücher ab 1855 nennen Am Sonnenschein. Die heutige Straße Am Sonnenschein wurde am 8. Februar 1952 benannt.